# Strictly 4 My N.I.G.G.A.Z.
Strictly 4 My N.I.G.G.A.Z. ist das zweite Studioalbum des US-amerikanischen Rappers Tupac Shakur. Es wurde am 16. Februar 1993 über das Label Interscope Records veröffentlicht. Es enthält Hit-Lieder wie I Get Around oder Keep Ya Head Up und gilt in Amerika als der Durchbruch Tupacs (den weltweiten Erfolg erreichte Tupac allerdings erst zwei Jahre später mit dem Album Me Against the World).

## Hintergrund
Das Album sollte ursprünglich Troublesome 21 heißen, da Tupac zu der Zeit der Aufnahme 21 Jahre alt war. Der Grund für die Umänderung des Namens ist nur der, dass Tupac den Namen kurz vor Veröffentlichung des Albums nicht mehr gut fand. Das „N.I.G.G.A.Z.“ aus Strictly 4 My N.I.G.G.A.Z. steht laut Tupac für Never Ignorant Getting Goals Accomplished.
Ähnlich wie bei seinem Vorgänger enthält das Album viele persönliche und politische Songs. So handelt z. B. Papa’z Song von Tupacs Antipathie gegen seinen Vater, während sich Keep Ya Head Up mit Frauenfeindlichkeit auseinandersetzt. Laut eigenen Aussagen bestand das Album ursprünglich nur aus Representer-Tracks, da Tupac einen Gegensatz zu 2Pacalypse Now setzen wollte.

### Produktion
Aufgrund von Tupacs steigender Popularität, die er während der Aufnahmphase erfuhr, nahm er das Album in drei verschiedenen Studios auf, was auch den Qualitätsunterschied zwischen den verschiedenen Liedern erklärt. Das Album wurde zu großen Teilen von DJ Daryl, Afron Gregory und Tupac produziert, allerdings steuerten auch Weggefährten von Tupac wie z. B. Stretch oder Bobby Ervin mehrere Produktionen bei.
Besonders für das Album ist die hohe Anzahl der Gastauftritte. So sind nur fünf Lieder wirkliche Solosongs von Tupac, während zwei weitere Skits sind und neun zusammen mit Gastauftritten aufgenommen wurden. Die Gastauftritte bestanden beinahe nur aus Weggefährten Tupacs wie z. B. Deathly Threath, Stretch, Mopreme Shakur und Money B, allerdings waren mit Ice Cube und Ice-T erstmals auch prominentere Vertreter auf einem Tupac Album vertreten. Wie genau es zu der Zusammenarbeit gekommen ist, ist nicht bekannt.
Die Vinyl-Version des Albums wurde in zwei Teile aufgeteilt. Anstatt Book A wurde die erste Hälfte, die die ersten acht Tracks umfasst, Black Side und die zweite Hälfte, die die Songs neun bis sechzehn umfasst, Dark Side genannt.

### Texte
Die Texte des Albums unterscheiden sich nicht unbedingt von denen auf 2Pacalypse Now, sind allerdings facettenreicher und umfassen neben der harten Realität in amerikanischen Ghettos auch mehrere persönliche Geschichten Tupacs und für Rapmusik übliche Representer-Tracks. Besonders oft wird auf dem Album gegen die amerikanische Polizei gehetzt und schwarzen Menschen geraten, sich gegen Polizeigewalt und Rassismus starkzumachen, wie z. B. auf dem Track Souljah’s Revenge, auf dem Tupac neben sich selber eine Person namens Souljah spielt, die ihn ermutigt gegen die Polizeigewalt in Amerika vorzugehen. Besonders oft wird auf dem Album Tupacs Vater angesprochen, der die Familie verlassen hat, als Tupac nur wenige Monate alt war. Gegen diesen werden auf mehreren Tracks Seitenhiebe ausgeteilt (z. B. Last Wordz, Guess Who’s Back), während sich Papa’z Song sogar komplett mit ihm auseinandersetzt. Hervorzuheben ist auch der Solosong The Streets R Deathrow.

## Titelliste
1. Holler If You Hear Me
2. Pac’s Theme (Interlude)
3. Point The Finga
4. Something 2 Die 4 (Interlude)
5. Last Wordz (feat. Ice-T und Ice Cube)
6. Souljah’s Revenge
7. Peep Game (feat. Deadly Threat)
8. Strugglin’ (feat. Live Squad)
9. Guess Who’s Back
10. Representin’ 93
11. Keep Ya Head Up (feat. Dave Hollister)
12. Strictly 4 My N.I.G.G.A.Z. (feat. Pacific Heights)
13. The Streetz R Deathrow (feat. Ice Cube)
14. I Get Around (feat. Shock G und Money-B)
15. Papa’z Song (feat. Wycked und Poppi)
16. Deadly Venomz (feat. Treach, Apache und Live Squad)

## Rezeption
Das Album konnte sich bis 2011 ca. eine Million Mal in Amerika und zwei Millionen Mal weltweilt verkaufen, weshalb es mit 2-fach-Platin ausgezeichnet wurde. In den Billboard Hot 100 kam es bis auf Platz 24. Insgesamt konnte sich das Album über 60 Wochen in den Charts halten. Ebenfalls erfolgreich waren die Singles zu dem Album; I Get Around und Keep Ya Head Up konnten beide auf Platz 12 der Charts kommen, während Papa’z Song auf Platz 27 kommen konnte. I Get Around und Keep Ya Head Up wurden beide jeweils 500.000 Mal verkauft und deswegen mit Gold ausgezeichnet.
Das Album wurde von Kritikern unterschiedlich aufgenommen. Während Strictly 4 My Niggaz von einigen Kritikern als Klassiker bezeichnet wird, kritisieren andere bekannte Magazine wie z. B. die Los Angeles Times die „… fehlende Abwechslung der Beats …“ und das „… Fehlen von großen Hits.“ Von anderen Magazinen wie z. B. der Source wurde das Album großteils positiv aufgenommen und vor allem gelobt, dass „… [Tupac] sagt, was ihm in den Kopf kommt und dabei kein Blatt vor den Mund nimmt.“ Jordan Sargent vom SPIN Magazin nennt es „… hard enough for the gangsters, thoughtful enough for everyone else … Pac proved he could go pop …“

## Auszeichnungen für Musikverkäufe
| Land/Region                  | Auszeichnungen für Musikverkäufe (Land/Region, Auszeichnung, Verkäufe) | Verkäufe  |
| ---------------------------- | ---------------------------------------------------------------------- | --------- |
| Neuseeland (RMNZ)            | Gold                                                                   | 7.500     |
| Vereinigte Staaten (RIAA)    | Platin                                                                 | 1.600.000 |
| Vereinigtes Königreich (BPI) | Silber                                                                 | 60.000    |
| Insgesamt                    | 1× Silber · 1× Gold · 1× Platin ·                                      | 1.667.500 |

Hauptartikel: Tupac Shakur/Auszeichnungen für Musikverkäufe